# Brusen
Der Brusen (auch bekannt als Foley-Nunatak) ist ein einzelner Nunatak im ostantarktischen Kempland. In der Hansenfjella ragt er 5 km westlich des Gjeitafjell auf.
Norwegische Kartografen, die auch die Benennung vornahmen, kartierten die Gebirgsgruppe anhand von Luftaufnahmen, die bei der Lars-Christensen-Expedition 1936/37 entstanden. Namensgeber ist ein gleichnamiger Felsen auf den Lofoten. Eine neuerliche Kartierung erfolgte anhand von Luftaufnahmen der Australian National Antarctic Research Expeditions. Namensgeber der vom Antarctic Names Committee of Australia (ANCA) vorgenommenen Benennung ist Noel Edward Foley (* 1927), Wetterbeobachter auf der Mawson-Station 1965, der dabei auch an Tellurometervermessungen der Hansenfjella beteiligt war.